# Chircales (The Brickmakers)

Chircales (The Brickmakers en anglais) est un film documentaire colombien réalisé par Jorge Silva et Marta Rodriguez sorti en 1972. Il suit le quotidien d’une famille de briquetiers de la banlieue de Bogota, filmée durant cinq années par les réalisateurs. Le documentaire témoigne d’une réflexion sur l’usage politique de la caméra, comme moyen d’éveiller une conscience de classe ouvrière dans une perspective marxiste de domination sociale et politique.

## Synopsis
Le documentaire s’ouvre sur une citation du Capital de Marx : « la technologie nous dévoile l’attitude de l’homme face à la nature, le processus direct de production de sa vie ; et par là des conditions de sa vie sociale et des idées et représentations spirituelles qui en dérivent »[réf. nécessaire]. 
Cet énoncé initial invite d’emblée à une lecture politique résolument orientée des images qui suivent, commentées par une voix-off. Le documentaire se déploie en quatre étapes successives :

### Les élections et l’influence politique des propriétaires terriens sur les populations rurales et ouvrières
La caméra suit des militaires et des badauds sur la place Simon Bolivar de Bogota, tandis qu’une voix diffusée à la radio exalte l’élection du nouveau président colombien, qui vient mettre un terme à la dictature. La réforme constitutionnelle de 1968 a en effet permis l’expression plurielle des partis politiques : le père de la famille Castañeda, Alfredo, prend la parole pour exposer sa vision de la politique, pendant que la caméra suit des votants qui se rendent aux urnes. Il souligne dans son discours l’attachement familial au libéralisme, qu’il définit comme la défense de la terre contre les grands propriétaires.
Une séquence à caractère ironique suit, montrant l’écart entre des images de la classe bourgeoise en train de se consacrer à des cérémonies religieuses prestigieuses, et le commentaire en voix off qui revendique l’égalité des classes en Colombie. L’ironie est soulignée par le commentateur, qui rejette toute accusation d’oligarchie exercée par les grands propriétaires terriens, alors même que d’autres éléments de son discours montrent qu’une telle captation du pouvoir est effective.

### Séquence au cœur du quotidien laborieux de la famille Castañeda
La famille Castañeda est composée de paysans issus de l’exode rural des années 50, dont le niveau de politisation est très bas et qui conservent un système de valeurs paysannes non adaptées au système capitaliste. Elle compte dix enfants et leurs deux parents ; tous travaillent comme briquetiers. La caméra suit au plus près les tâches quotidiennes que chaque membre de la famille doit effectuer, et suit les différentes étapes de la fabrication des briques et leur cuisson. La voix off aborde en simultané la question de la vulnérabilité et de l’isolement du travailleur : il ne peut s’appuyer ni sur des syndicats, ni être soutenu par des prestations sociales ou une protection juridique. La seule façon de tenter d’échapper à leur état est d’imiter les classes bourgeoises : c’est ce que suggère la séquence au cours de laquelle la femme écoute une telenovela sur des amourettes bourgeoises en façonnant ses briques. Le contraste s’accentue ainsi avec les images de précarité et d’insalubrité de l’habitat, les témoignages de maladie et de faiblesse physique, la détresse de la mère qui est à nouveau enceinte et ne sait que faire de ce onzième enfant.

### La première communion de l’une des filles Castañeda: une parenthèse malgré tout percée par le désenchantement
La grande sœur raconte la première communion de son autre sœur, témoignage qui montre l’importance attachée à la culture religieuse : la famille, quoique pauvre, achète une belle robe de cérémonie destinée à être conservée comme un souvenir. La famille fête l’événement pendant que des extraits radiophoniques sont diffusés : la musique, la publicité et une annonce du gouvernement déclarant l’état de siège et l’interdiction de rassemblements politiques sont mises sur le même plan, montrant l’absence de conscience politique des ouvriers.

### Une domination qui aboutit à l’exclusion
La fin du documentaire expose la mort d’un père dans une famille ouvrière, ce qui donne l’occasion au commentateur d’exposer le désespoir de la mère veuve délaissée par les patrons et par l’État, et la vacuité du discours religieux. L’épisode de conclusion correspond à l’expulsion de la famille Castañeda de son terrain de travail. La famille part dépossédée, n’emportant pour seul bien qu’un tableau de Jésus qui se sacrifie. A l’image de milliers de familles, les Castañeda ont été victimes de l’exploitation par des castes héritant du pouvoir politique de génération en génération, comme le souligne la voix-off qui accompagne leur sortie.
La citation finale de Camilo Torres incite à l’action socio-politique immédiate : « La lutte est longue, commençons dès maintenant ».

## Fiche technique
- Titre original : Chircales
- Réalisation : Marta Rodriguez et Jorge Silva
- Texte : Marta Rodriguez et Jorge Silva
- Voix off : Kepa Amuchástegui
- Pays d’origine : Colombie
- Langue originale : Espagnol
- Format : 16 mm noir et blanc
- Genre : film documentaire
- Durée : 42 min
- Date de sortie : 1972[3]

## Production

### Projet et financement
L’idée d’un documentaire s’est formée en 1958, lorsque Jorge Silva et Marta Rodriguez menaient une enquête sociologique sous la conduite du prêtre révolutionnaire Camilo Torres : ils ont consacré trois années de travail auprès des briquetiers du quartier de Tunjuelito, en banlieue sud de Bogota. Marta Rodriguez, formée à la sociologie à l’université et à l’action politique auprès de Camillo Torres, a été influencée par Jean Rouch dans sa perspective cinématographique : il s’agit, « avec l’artifice des moyens cinématographiques, de ne pas violer la vie des gens, de filmer sans altérer leurs habitudes, leur gestuelle, leurs activités[réf. nécessaire] ». La caméra devient un « œil observateur qui participe à la vie de ses sujets[réf. nécessaire] ». Le travail de production s’est initié en 1967 : après avoir passé six mois en observation sans caméra, le tournage s’est étendu sur cinq années, nourri par les conversations avec la famille Castañeda et par les lectures et travaux de recherche que les réalisateurs menaient en parallèle. Jorge Silva explique qu’il a également fallu un certain temps pour que leur présence et celle des caméras soit oubliée par les briquetiers. Mais les retards dans la production sont également le fait de manques d’équipement et de financements, en raison de la position indépendante revendiquée des réalisateurs. La post-production a principalement pu être financée grâce au prix obtenu pour Planas, Témoignage d’un ethnocide (1970), qui dénonçait les tortures et les persécutions dont étaient victimes les indigènes dans les plaines orientales de la Colombie.
Le parti-pris des réalisateurs a été de croiser le cinéma avec des sciences sociales comme l’anthropologie et la sociologie, afin que ces outils habituellement utilisés par les classes sociales favorisées puissent être pris en main par les classes populaires. Cette fonction est attribuée à la voix off, qui commente les scènes montrant le travail physique de la famille et ses conditions de vie quotidienne difficiles.

### Tournage
Etendu sur cinq années, le tournage a été l’occasion de solliciter la famille Castañeda pour les choix de montage et de séquençage. Jorge Silva et Marta Rodriguez revendiquent en effet leur refus d’un film documentaire traditionnel qui manipule la réalité selon la perspective du réalisateur. L’enjeu politique du tournage s’est traduit par la participation active des briquetiers filmés, dans la plupart des choix de réalisation. L’influence théorique du « cinéma imparfait » a marqué le travail de Chircales, qui cherche à favoriser un aperçu fidèle de la réalité plutôt que la qualité technique de réalisation. Jorge Silva explicite ce concept en ces termes : « [le cinéma imparfait] rejette la quête d’excellence technique comme une fin en soi, […] on favorise une façon de filmer qui néglige la forme et la technique au bénéfice du contenu »

### Distribution
Le manque de moyens, du fait de la position indépendante des réalisateurs, a induit une distribution en deux temps. Une première version du documentaire sans bande-son a été diffusée au sein des communautés ouvrières : elle a donné lieu à des débats et commentaires durant le visionnage entre les ouvriers. La deuxième version à laquelle a été ajoutée une bande son a ensuite été diffusée plus largement, à l’étranger notamment.

## Analyse
Chircales ne se revendique pas, d’après ses producteurs, comme un film qui vise à provoquer une révolution ou à l’annoncer. Le documentaire analyse l’état de conscience politique d’un certain groupe social à un moment donné. Il s’agit d’enquêter, de montrer, pour participer d’un processus de libération, au moins mentale, des classes laborieuses.
Les images filmées par la caméra, en recourant aux gros plans, insistent sur la pénibilité et la répétition des tâches : après avoir dénoncé implicitement l’impérialisme américain en montrant la une d’un journal qui exalte la mission Rockefeller, la caméra laisse immédiatement place aux images éprouvantes de travail des enfants et des parents dans la carrière. L’image dévoile les parties du corps, les outils, les blessures. Montrer ce qui constitue le quotidien de la domination des corps vise à éveiller une conscience auprès des premiers spectateurs visés : les briquetiers eux-mêmes. Le thème de la reproduction sociale est mis en lumière par l’insistance sur les images des enfants au travail, imitant les parents qui portent des briques. Le commentateur propose un élargissement de cette situation individuelle au contexte socio-politique dans lequel la famille est prise. La domination subie par ces anciens paysans qui ont choisi l’exode rural s’est déplacée du propriétaire terrien à l’entrepreneur urbain, bien que les ouvriers échappent à un contrôle de l’État. L’ouvrier ne possède ni les moyens de production, ni le produit de son travail, c’est un « individu soumis à une domination totale ». Cette analyse du commentateur permet de comprendre les conséquences politiques de cette situation sociale, ce qui est mis en évidence dans une scène où l’ouvrier doit voter ce que vote le propriétaire terrien sous peine d’expulsion.
Une claire dichotomie entre la première moitié du documentaire très analytique (ou réaliste) et la seconde plus onirique, suivant la logique du rêve (ou symbolique), crée un balancement entre une posture observatrice de déconstruction et un regard poétique de création ou composition. De façon métaphorique, il y a là une projection de la conscience populaire, prise entre des discours divergents et qui n’orientent pas nécessairement vers la révolution sociale.
La bande sonore, composée de sons d’instruments stridents à connotation menaçante et d’une voix off commentatrice, introduit la théorie politique et les concepts sociologiques que les réalisateurs ont convoqués dans leur réflexion : reproduction sociale, domination culturelle, lutte des classes.
Le documentaire se fonde ainsi sur la logique de l’induction : il s’agit de prendre une famille singulière comme exemple pour montrer une situation plus large. Le commentateur évoque en effet 50 000 personnes confrontées à la même situation dans les banlieues de Bogota. L’enjeu est de faire de la caméra une révélatrice de cette réalité masquée et niée, au plus près des acteurs concernés.

## Accueil
Par les briquetiers : le visionnage de la première version du film a éveillé une première prise de conscience de la domination et des mécanises capitalistes dans l’esprit des briquetiers. À la suite de la diffusion du documentaire, une union politique de briquetiers s’est constituée, et a souhaité ajouter un épilogue moins définitif montrant leur nouvelle organisation politique.
Par les classes ouvrières : des constructeurs en bâtiment ont échangé avec les réalisateurs en leur confiant qu’ils reconnaissaient des mécanismes de domination similaires dans leur cas, bien que leur conscience et organisation politique soit à un stade plus avancé que celui des briquetiers. Ils ont également exprimé le dessein de témoigner leur solidarité et de partager leur expérience avec eux.
A l’international : le film a rapidement bénéficié d’une grande reconnaissance dans le cinéma révolutionnaire, dont témoignent les nombreuses distinctions reçues. En 2014, l’Arsenal Institut für Film und Videokunst a restauré le documentaire en 2K.

## Distinctions
- 1972 : Prix Paloma de Oro Meilleur film au Festival International du cinéma de Leipzig (Allemagne).
- Prix Fiprecsi Meilleur film de la Fédération Internationale de la critique cinématographique
- Meilleur documentaire colombien, exposition internationale du cinéma sur la problématique sociale et urbaine, organisée par la Société nationale de planification de Bogota
- 1973 : Grand Prix Festival International de Tampere (Finlande)
- Prix Evangelishenfilmcentrums Festival International du cinéma de Oberhausen (Allemagne)
- Mention du Katolishen Filmarbeit Oberhausen (Allemagne).
- 1976 : Premier prix du festival du cinéma éducatif, Mexico [3]